# برج مياه أوستكرويز
برج المياه أوستكرويز Wasserturm Ostkreuz هو مبنى مدرج كبرج للمياه في مدينة برلين حي فريدريش هاين Friedrichshain وعلامة بارزة في الحي حول أوستكرويز Ostkreuz.

## التاريخ
تم تصميم برج المياه ، الذي تم بناؤه بين عامي 1909 و 1912 من قبل مديرية السكك الحديدية الملكية في برلين "Königlichen Eisenbahndirektion Berlin"، من قبل المهندس المعماري كارل كورنيليوس "Karl Cornelius". يقع المبنى الذي يبلغ ارتفاعه 59 مترًا  بجوار محطة قطار برلين أوستكرويز "Ostkreuz" ، وتم استخدامه لتزويد القاطرات البخارية بالماء. يحتوي البرج على غطاء علوي ملفت للنظر ومساحة خزان المياه 400 متر مربع ، والذي بني بالكامل في السقف. للحماية السناج "قاعدة البرج"، كان عمود البرج مغطى ببطانة "كسوة" بطوب كلنكر مزجج أرجواني. يبلغ ارتفاع الحافة السفلية للخزان الفولاذي ارتفاعًا قياسيًا يبلغ 40 مترًا ، وبالتالي ، حتى منتصف الثمانينيات ، ولّد ضغطًا كافيًا للماء لتزويد رافعات المياه في محطات Ostkreuz و Ostbahnhof و Lichtenberg و Rummelsburg . تم ضخ المياه في البرج من بحيرة روميلسبورغ .
منذ التاسع عشر يناير 1978 وضع برج المياه على قائمة النصب التذكارية في برلين. تم تجديد المبنى سنة 2006. باع دويتشه بان Deutsche Bahn برج المياه لمستثمر خاص في عام 2015. 

## الأدب
- Wassertürme in Berlin : Hauptstadt der Wassertürme. Cottbus: Regia-Verlag. ص. 197. ISBN:978-3-86929-032-4.

## روابط الويب
- Eintrag in der Berliner Landesdenkmalliste